# Живые Ключи
Живы́е Ключи́ — хутор в Белокалитвинском районе Ростовской области.
Входит в состав Нижнепоповского сельского поселения.

## Население
| 1989 | 2002 | 2010 |
| ---- | ---- | ---- |
| 109  | ↗118 | ↘104 |

## Улицы
- ул. Железнодорожная,
- ул. Заверталюка.